# Sarah Stewart
Sarah Gillow Marshall "Cissie" Stewart, née le 19 juillet 1911 à Dundee (Écosse) et morte le 8 janvier 2008 à Troon (Écosse), est une nageuse écossaise spécialiste de la nage libre ayant représentée la Grande-Bretagne au niveau international.

## Biographie
Stewart est née à Dundee en Écosse et a une sœur, Margaret, qui est une championne de natation au niveau national. À l'âge de 15 ans, elle est déjà la détentrice de douze records d'Écosse en nage libre. Elle s'entraîne à la piscine municipale où elle est réprimandée pour utiliser abonnement annuel deux fois par jour. Elle est membre du Dundee Belmont Swimming Club.
Elle meurt dans une maison de retraite à Troon le 8 janvier 2008 à l'âge de 96 ans.

## Carrière
Sarah Stewart participe aux Jeux olympiques d'été de 1928 à Amsterdam où elle termine 4e du 400 m nage libre puis 2e du 4 x 100 m nage libre.
En 1930, elle participe aux Jeux de l'Empire britannique pour l'Écosse et remporte deux médailles de bronze, sur le 440 yards nage libre et le 4 x 100 yards nage libre avec Jean McDowell, Jessie McVey and Ellen King. Elle se marie lors de ces Jeux avec William Hunt.

## Palmarès
| Date | Compétition                  | Lieu      | Course                   | Place |
| ---- | ---------------------------- | --------- | ------------------------ | ----- |
| 1928 | Jeux olympiques              | Amsterdam | 400 m nage libre         | 4e    |
| 1928 | Jeux olympiques              | Amsterdam | 4 x 100 m nage libre     | 2e    |
| 1930 | Jeux de l'Empire britannique | Hamilton  | 440 yards nage libre     | 3e    |
| 1930 | Jeux de l'Empire britannique | Hamilton  | 4 x 100 yards nage libre | 3e    |